# Mistrzostwa Świata w Piłce Nożnej 2026 (eliminacje strefy CAF)/Grupa D
Ten artykuł dotyczy trwającego lub niedawnego wydarzenia sportowego. Informacje w nim zamieszczone mogą się zmienić lub zdezaktualizować wraz z postępem zdarzenia. Początkowe doniesienia, wyniki lub statystyki mogą być niepewne. Ostatnie aktualizacje do tego artykułu mogą nie odzwierciedlać najbardziej aktualnych informacji.
W Grupie D pierwszej rundy eliminacji do Mistrzostw Świata 2026 biorą udział następujące zespoły:
- Kamerun
- Republika Zielonego Przylądka
- Angola
- Libia
- Eswatini
- Mauritius

## Tabela
| Lp. | Drużyna                       | M | Z | R | P | B+ | B– | +/– | Pkt | Kwalifikacja                     |     | Republika Zielonego Przylądka | Kamerun | Libia | Angola | Mauritius | Eswatini |
| --- | ----------------------------- | - | - | - | - | -- | -- | --- | --- | -------------------------------- | --- | ----------------------------- | ------- | ----- | ------ | --------- | -------- |
| 1   | Republika Zielonego Przylądka | 6 | 4 | 1 | 1 | 7  | 5  | +2  | 13  | Awans na Mistrzostwa Świata 2026 |     |                               | wrz     | 1–0   | 0–0    | 1–0       | paź      |
| 2   | Kamerun                       | 6 | 3 | 3 | 0 | 12 | 4  | +8  | 12  | Możliwy awans do drugiej rundy   |     | 4–1                           |         | 3–1   | paź    | 3–0       | wrz      |
| 3   | Libia                         | 6 | 2 | 2 | 2 | 6  | 7  | −1  | 8   |                                  |     | paź                           | 1–1     |       | 1–1    | 2–1       | wrz      |
| 4   | Angola                        | 6 | 1 | 4 | 1 | 4  | 4  | 0   | 7   |                                  | 1–2 | 1–1                           | wrz     |       | wrz    | 1–0       |          |
| 5   | Mauritius                     | 6 | 1 | 2 | 3 | 6  | 10 | −4  | 5   |                                  | wrz | paź                           | paź     | 0–0   |        | 2–1       |          |
| 6   | Eswatini                      | 6 | 0 | 2 | 4 | 4  | 9  | −5  | 2   |                                  | 0–2 | 0–0                           | 0–1     | paź   | 3–3    |           |          |

## Wyniki
| 16 listopada 202320:00 CET | Republika Zielonego Przylądka | 0:0(0:0) | Angola | Estádio Nacional de Cabo Verde, Praia Sędzia: Youcef Gamouh |
| 16 listopada 202320:00 CET |                               | 0:0(0:0) |        | Estádio Nacional de Cabo Verde, Praia Sędzia: Youcef Gamouh |

| 17 listopada 202314:00 CET | Eswatini    | 0:1(0:0) | Libia | Mbombela Stadium, Mbombela (Południowa Afryka) Widzów: 200 Sędzia: Omar Artan |
| 17 listopada 202314:00 CET | 53' Krawa'a | 0:1(0:0) |       | Mbombela Stadium, Mbombela (Południowa Afryka) Widzów: 200 Sędzia: Omar Artan |

| 17 listopada 202320:00 CET | Kamerun                                   | 3:0(1:0) | Mauritius | Japoma Stadium, Duala Widzów: 25 000 Sędzia: Ahmed Arajiga |
| 17 listopada 202320:00 CET | Mbeumo 45+2' · N’Koudou 87' · Magri 90+2' | 3:0(1:0) |           | Japoma Stadium, Duala Widzów: 25 000 Sędzia: Ahmed Arajiga |

| 21 listopada 202314:00 CET | Eswatini                  | 0:2(0:2) | Republika Zielonego Przylądka | Mbombela Stadium, Mbombela (Południowa Afryka) Sędzia: Sabri Mohamed Fadul |
| 21 listopada 202314:00 CET | 17' Mendes · 38' Monteiro | 0:2(0:2) |                               | Mbombela Stadium, Mbombela (Południowa Afryka) Sędzia: Sabri Mohamed Fadul |

| 21 listopada 202317:00 CET | Mauritius | 0:0(0:0) | Angola | Côte d’Or National Sports Complex, Saint-Pierre Sędzia: Godfrey Nkhakananga |
| 21 listopada 202317:00 CET |           | 0:0(0:0) |        | Côte d’Or National Sports Complex, Saint-Pierre Sędzia: Godfrey Nkhakananga |

| 21 listopada 202317:00 CET | Libia      | 1:1(1:1) | Kamerun        | Stadion Męczenników Lutego, Benina |
| 21 listopada 202317:00 CET | Akasha 43' | 1:1(1:1) | 34' (k) Ntcham | Stadion Męczenników Lutego, Benina |

| 6 czerwca 202418:00 CEST | Libia                          | 2:1(2:1) | Mauritius | Stadion Męczenników Lutego, Bengazi Sędzia: Brighton Chimene |
| 6 czerwca 202418:00 CEST | Al Badri 20' (k) · Krawa'a 40' | 2:1(2:1) | 34' Bru   | Stadion Męczenników Lutego, Bengazi Sędzia: Brighton Chimene |

| 7 czerwca 202421:00 CEST | Angola      | 1:0(1:0) | Eswatini | Estádio 11 de Novembro, Luanda Widzów: 30 000 |
| 7 czerwca 202421:00 CEST | Mabululu 2' | 1:0(1:0) |          | Estádio 11 de Novembro, Luanda Widzów: 30 000 |

| 8 czerwca 202415:00 CEST | Kamerun                                            | 4:1(3:1) | Republika Zielonego Przylądka | Stade Ahmadou Ahidjo, Jaunde Sędzia: Mustapha Ghorbal |
| 8 czerwca 202415:00 CEST | Ngadeu-Ngadjui 13' · Aboubakar 25', 45' · Tolo 54' | 4:1(3:1) | 37' Monteiro                  | Stade Ahmadou Ahidjo, Jaunde Sędzia: Mustapha Ghorbal |

| 11 czerwca 202415:00 CEST | Mauritius              | 2:1(2:0) | Eswatini     | Côte d'Or National Sports Complex, Saint-Pierre Sędzia: Mohamed Athoumani |
| 11 czerwca 202415:00 CEST | Gaspard 19' · Rose 45' | 2:1(2:0) | 66' Magagula | Côte d'Or National Sports Complex, Saint-Pierre Sędzia: Mohamed Athoumani |

| 11 czerwca 202418:00 CEST | Republika Zielonego Przylądka | 1:0(1:0) | Libia | Estádio Nacional de Cabo Verde, Praia Sędzia: Ibrahim Kalilou Traore |
| 11 czerwca 202418:00 CEST | Diney 10'                     | 1:0(1:0) |       | Estádio Nacional de Cabo Verde, Praia Sędzia: Ibrahim Kalilou Traore |

| 11 czerwca 202418:00 CEST | Angola                    | 1:1(0:1) | Kamerun    | Estádio 11 de Novembro, Luanda Sędzia: Mohamed Adel Elsaid |
| 11 czerwca 202418:00 CEST | Ngadeu-Ngadjui 54' (sam.) | 1:1(0:1) | 11' Mbuemo | Estádio 11 de Novembro, Luanda Sędzia: Mohamed Adel Elsaid |

| 19 marca 202517:00 CET | Eswatini | 0:0(0:0) | Kamerun | Mbombela Stadium, Nelspruit, (Południowa Afryka) Widzów: 708 Sędzia: Lucky Kasalirwe |
| 19 marca 202517:00 CET |          | 0:0(0:0) |         | Mbombela Stadium, Nelspruit, (Południowa Afryka) Widzów: 708 Sędzia: Lucky Kasalirwe |

| 20 marca 202517:00 CET | Republika Zielonego Przylądka | 1:0(0:0) | Mauritius | Estádio Nacional de Cabo Verde, Praia Sędzia: Kabanga Yannick Malala |
| 20 marca 202517:00 CET | Semedo 84'                    | 1:0(0:0) |           | Estádio Nacional de Cabo Verde, Praia Sędzia: Kabanga Yannick Malala |

| 20 marca 202520:00 CET | Libia      | 1:1(0:0) | Angola      | Stadion Męczenników Lutego, Bengazi Sędzia: Lamin Jammeh |
| 20 marca 202520:00 CET | Ellafi 74' | 1:1(0:0) | 90+3' Fredy | Stadion Męczenników Lutego, Bengazi Sędzia: Lamin Jammeh |

| 23 marca 202514:00 CET | Eswatini                          | 3:3(2:0) | Mauritius                               | Mbombela Stadium, Nelspruit, (Południowa Afryka) Sędzia: Younoussa Camara |
| 23 marca 202514:00 CET | P. Mkhontfo 13', 18' · Mabuza 75' | 3:3(2:0) | 47' Rose · 50' Aristide · 90+1' Vincent | Mbombela Stadium, Nelspruit, (Południowa Afryka) Sędzia: Younoussa Camara |

| 25 marca 202517:00 CET | Angola     | 1:2(0:1) | Republika Zielonego Przylądka | Estádio 11 de Novembro, Luanda Sędzia: Mustapha Ghorbal |
| 25 marca 202517:00 CET | Gelson 50' | 1:2(0:1) | 45+2', 63' Livramento         | Estádio 11 de Novembro, Luanda Sędzia: Mustapha Ghorbal |

| 25 marca 202520:00 CET | Kamerun                              | 3:1(1:0) | Libia            | Stade Ahmadou Ahidjo, Jaunde Sędzia: Abongile Tom |
| 25 marca 202520:00 CET | Aboubakar 27' (k.), 61' · Mbeumo 53' | 3:1(1:0) | 90+1' El Mariamy | Stade Ahmadou Ahidjo, Jaunde Sędzia: Abongile Tom |

| 2025-09-dataCEST | Angola |  | Libia |  |
| 2025-09-dataCEST |        |  |       |  |

| 2025-09-dataCEST | Mauritius |  | Republika Zielonego Przylądka |  |
| 2025-09-dataCEST |           |  |                               |  |

| 2025-09-dataCEST | Kamerun |  | Eswatini |  |
| 2025-09-dataCEST |         |  |          |  |

| 2025-09-dataCEST | Republika Zielonego Przylądka |  | Kamerun |  |
| 2025-09-dataCEST |                               |  |         |  |

| 2025-09-dataCEST | Angola |  | Mauritius |  |
| 2025-09-dataCEST |        |  |           |  |

| 2025-09-dataCEST | Libia |  | Eswatini |  |
| 2025-09-dataCEST |       |  |          |  |

| 2025-10-dataCEST | Mauritius |  | Kamerun |  |
| 2025-10-dataCEST |           |  |         |  |

| 2025-10-dataCEST | Libia |  | Republika Zielonego Przylądka |  |
| 2025-10-dataCEST |       |  |                               |  |

| 2025-10-dataCEST | Eswatini |  | Angola |  |
| 2025-10-dataCEST |          |  |        |  |

| 2025-10-dataCEST | Republika Zielonego Przylądka |  | Eswatini |  |
| 2025-10-dataCEST |                               |  |          |  |

| 2025-10-dataCEST | Mauritius |  | Libia |  |
| 2025-10-dataCEST |           |  |       |  |

| 2025-10-dataCEST | Kamerun |  | Angola |  |
| 2025-10-dataCEST |         |  |        |  |

## Strzelcy

### 4 gole
- Vincent Aboubakar

### 3 gole
- Bryan Mbeumo

### 2 gole
- Philani Mkhontfo
- Ahmed Krawa'a
- Lindsay Rose
- Jamiro Monteiro
- Dailon Livramento

### 1 gol
- Fredy
- Gelson
- Mabululu
- Mayibongwe Mabuza
- Andy Junior Magagula
- Frank Magri
- Michael Ngadeu-Ngadjui
- Georges-Kévin N’Koudou
- Olivier Ntcham
- Nouhou Tolo
- Abdulmoneim Akasha
- Faisal Saleh Al Badri
- Muaid Ellafi
- Ezoo El Mariamy
- Yannick Aristide
- Kévin Bru
- Mike Gaspard
- Emmanuel Vincent
- Diney
- Ryan Mendes
- Yannick Semedo

### Gol samobójczy
- Michael Ngadeu-Ngadjui (dla  Angoli)